# Верните Рекса
«Верните Рекса» — советский рисованный мультипликационный фильм 1975 года студии «Союзмультфильм». Режиссёры Владимир Пекарь и Владимир Попов создали пронзительную историю о дружбе мальчика с собакой.

## Сюжет
Мальчик Серёжа и его верный старый пёс Рекс играли в хоккей на реке. Из-за внезапно начавшегося ледохода они оказались на разных льдинах, после чего пёс бросился за хозяином в воду и помог льдине с ним пристать к берегу. Однако сам Рекс был вытащен из воды с большим опозданием, не перенёс воспаления лёгких и скончался в больнице, куда был доставлен. Родители мальчика попросили ветеринара Валерьяна Валерьяныча не сообщать сыну о смерти пса — отец намерен сделать это сам, однако слишком долго хранит молчание, потому что Рекс очень много значил для мальчика.
Мальчик в отчаянии требует у врача возврата Рекса из больницы, звоня по телефону и выдавая себя то за милиционера, то за судью, то вообще за министра. Валерьяныч долго пытается уйти от ответа, но при этом он жалеет мальчишку и, наконец, находит выход — подарить Серёже новую собаку. Видя в «частном секторе» отвратительную сцену, как сварливый и грубый хозяин-пьяница издевается над бедным щенком, пытаясь вырастить из него сурового сторожа своего дома, ветеринар выкрадывает щенка у злого хозяина. Тот успел услышать шум и обнаружить пропажу. Пока хозяин искал топор, чтобы убить похитителя, Валерьяныч исправляет надпись на табличке у калитки с «Во дворе злая собака!» на «Во дворе злой хозяин!», садится в машину и уезжает. Бросившись вдогонку с будкой в руках, пьяница наступает на цепь, и будка надевается ему на голову, после чего он вынужден прекратить погоню.
Доктор привозит щенка Серёже. На замечание мальчика, что это не Рекс, врач признаётся, что Рекс умер, а затем говорит, что щенку, как и самому Серёже, очень нужен друг. Мальчик принимает известие о смерти старого пса и называет нового друга Рексом, в его честь. Новый Рекс признаёт Серёжу своим хозяином. Выясняется, что щенок, как и старый Рекс, тоже неравнодушен к хоккею!

## Создатели
| Авторы сценария            | Александр Каневский, Роберт Виккерс |
| Режиссёры                  | Владимир Попов, Владимир Пекарь |
| Композитор                 | Евгений Крылатов |
| Художник-постановщик       | Пётр Репкин |
| Оператор                   | Кабул Расулов |
| Звукооператор              | Борис Фильчиков |
| Редактор                   | Раиса Фричинская |
| Художники-мультипликаторы: | Рената Миренкова, Юрий Мещеряков, Анатолий Абаренов, Валерий Угаров, Марина Рогова, Олег Комаров, Виктор Лихачёв |
| Художники:                 | Сергей Маракасов, Дмитрий Анпилов |
| Роли озвучивали:           | - Светлана Харлап — Серёжа - Всеволод Санаев — Валерьян Валерьянович, доктор - Роман Филиппов — Иван Филиппович, конюх (нет в титрах) - Вячеслав Невинный — сварливый алкоголик (нет в титрах) - Вера Васильева — жена сварливого алкоголика (нет в титрах) - Евгений Леонов — отец Серёжи (нет в титрах) - Леонид Каневский — дрессировщик (нет в титрах) |
| Ассистенты                 | Лидия Никитина, Людмила Крутовская |
| Монтажёр                   | Наталия Степанцева |
| Директор картины           | Фёдор Иванов |

## Отзыв критика
Пекарь и Попов пробовали себя в режиссуре с начала 60-х. Они поставили несколько картин, которые вошли в «мультитеку» малышей и до сих пор не сходят с телеэкранов. В их числе «Впервые на арене» (1961) — фактически режиссёрский дебют, дилогия о медвежонке Умке (1969—1970), трогательная драма «Верните Рекса» (1975). Этот фильм о преданном псе, который пожертвовал собой, спасая маленького хозяина, стал их последней совместной работой. Далее каждый пошёл своим путём. И у каждого он был успешным.
— Наталия Венжер «Наши мультфильмы»

## Музыка
Помимо авторской музыки Евгения Крылатова в мультфильме звучит композиция «Звуки джаза» в исполнении концертного эстрадного ансамбля п/у Георгия Гараняна.

## Аудиосказка
Во второй половине 1990-х была выпущена аудиосказка по одноимённому мультфильму с текстом Александра Пожарова фирмой «Твик Лирек» (Twic Lyrec).

## Переиздания на DVD
Мультфильм неоднократно переиздавался на DVD в сборниках мультфильмов:
- «Барбос и компания», «Союзмультфильм», мультфильмы на диске:

«Бобик в гостях у Барбоса» (1977), «Голубой щенок» (1976), «Пёс в сапогах» (1981), «Верните Рекса» (1975), «Про щенка» (1979), «Как щенок учился плавать» (1984), «Щенок и старая тапочка» (1987), «Разрешите погулять с вашей собакой» (1984), «Кубик и Тобик» (1984).